# Умаризал
Умаризал (порт. Umarizal)  —  муниципалитет в Бразилии, входит в штат Риу-Гранди-ду-Норти. Составная часть мезорегиона Запад штата Риу-Гранди-ду-Норти. Входит в экономико-статистический микрорегион Умаризал. Население составляет 10 978 человек на 2022 год. Занимает площадь 249,610 км². Плотность населения — 49,19 чел./км².
Праздник города — 27 ноября.

## История
Город основан в 1958 году.

## Статистика
- Валовой внутренний продукт на 2003 год составляет 25 977 473,00 реалов (данные: Бразильский институт географии и статистики).
- Валовой внутренний продукт на душу населения на 2003 год составляет 2341,37 реалов (данные: Бразильский институт географии и статистики).
- Индекс развития человеческого потенциала на 2000 год составляет 0,643 (данные: Программа развития ООН).

## География
Климат местности: полупустыня.